# Río Sarapuí
El río Sarapuí es un curso de agua del estado de Río de Janeiro, Brasil. Antiguamente se llamaba “río Santo Antônio”. Sus principales afluentes son los ríos Socorro, Dona Eugênia y Prata. Junto con el río Iguazú forma la cuenca hidrográfica Iguazú/Sarapuí.
Muchas de las inundaciones habidas hasta hoy han sido debidas a la impermeabilidad del suelo, junto con la reducción del espacio para el flujo del agua (disminución del caudal del río), lo que provoca que al aumentar el caudal del río provoque desbordamientos. Actualmente tiene un alto nivel de contaminación.

## Topónimo
"Sarapuí" es un término derivado de la lengua tupí : significa "río de los sarapós " o "morenas", mediante la combinación de los términos sarapó (sarapó) e 'y (río). 

## Localización
Desemboca en el río Iguazú, en el municipio de Duque de Caxias, en la región de la Baixada Fluminense . Pasa por los municipios de Nilópolis, Duque de Caxias, Mezquita, São João de Meriti y Belford Roxo. En sus márgenes se proyecta la autopista Transbaixada .